# Monstret i mig
Monstret i mig är en bok från 2015 av den svenske författaren Johan Tralau. Den har undertiteln myter om gränser och vilddjur. Den handlar om mytologiska skräckfigurer och hur dessa får människan att lära sig att behärska sina potentiellt skadliga sidor. Särskilt utrymme ges åt myten om Herakles och kentauren Nessos, där kentaurens djuriskhet är central, och myten om Minotauros, som Tralau tolkar som en varning för incest.

## Mottagande
Eva-Carin Gerö, professor i antik grekiska, skrev i Svenska Dagbladet: "I den vackra volymen behandlar Tralau framför allt två 'monstermyter'[.] ... I boken finns dock även mycket annat av intresse: som omslagets baksida förtäljer, kommer Tralau här in på 'bevingade lejon, jakt, fornnordiska vargmän och bärsärkar, ekträd ... underjordiska ormmonster, en flod som rinner åt fel håll, dans, särskilt trandans, nötboskap i allmänhet och tjurar i synnerhet, delfiner som jagar getter på land, tyranni, japanska rymdmonsterfilmer ... en hund med ormsvans, tömmar och sånger'." Gerö fortsatte: "Tralaus tolkningar av de båda grekiska myterna samt annat relaterat är som sagt alltid mycket intresseväckande, även om de kanske inte i alla stycken känns intuitivt riktiga. Han inbjuder dock läsaren på ett i det närmaste 'platonskt' dialogiskt sätt att delta i tolkningen av centrala myter genom att kunnigt men sympatiskt lågmält ledsaga genom mytlandskapet."